# Marc Decorte
Marc Decorte (Retie, 22 oktober 1918 - Oostende, 8 november 1981) was een Vlaams acteur, schrijver van jeugdboeken en liedjesteksten en collaborateur. Hij was gehuwd met actrice Jo Crab en overleed iets meer dan een maand voor haar in Oostende bij zijn oudste dochter. Decorte en Crab hadden samen drie dochters, waaronder de actrice Marlene Edeling en drie zonen, waaronder de acteur en theaterregisseur Jan Decorte en zanger/muzikant Bert Decorte.

## Collaboratie en temperament
Tijdens de Tweede Wereldoorlog sloot Decorte zich aan bij de Vlaamse SS. Wanneer een Duits officier tijdens een razzia bij Antwerpse joden zaken in zijn eigen zak stak, protesteerde Decorte hiertegen. De Duitse oversten waren evenwel niet onder de indruk en zetten Marc Decorte uit de SS. Hij bleef echter een onvoorwaardelijke aanhanger van Hitler. Na de oorlog werd hij opgepakt door de Witte Brigade en opgesloten in het apenhok van de Antwerpse Zoo.
Marc Decorte dronk veel en was thuis gewelddadig. Hierbij sloeg hij zijn vrouw meermaals; soms liet hij zijn kinderen daarbij toekijken.

## Acteercarrière
- In de schaduw van twijfel (1960)
- Horizontaal (1962)
- Het uur der onschuld (1964)
- De geschiedenis van de show, periode 1910-1920 (1964)
- Vrijgezellenhemel (1964)
- Kapitein Zeppos (1964) - Koster
- Jeroom en Benzamien (1966) - René Servaes
- Wij, Heren van Zichem (1969) - Pol Taels, kerkmeester
- Arsenicum en oude kant (1971)